# Stefania Knispel-Wróblowa
Stefania Knispel-Wróblowa (ur. 22 listopada 1911 w Białej Cerkwi, zm. 2 lutego 1963 w Warszawie) – polska bibliotekarka, historyk literatury polskiej.
Po odbyciu szkolnej edukacji w Warszawie na tamtejszym Uniwersytecie studiowała w latach 1931-1937 filologię polską. Była w tym okresie aktywną członkinią Koła Polonistów, prowadzącego znaczące prace badawcze i utrzymującego bliskie kontakty ze swoimi rówieśnikami z Wilna zrzeszonymi wokół osoby Manfreda Kridla. Z tej racji jej publikacja Instrumentacja głoskowa w "Pomniku" Tuwima znalazła się w tomie VI redagowanej przez Kridla serii Z zagadnień poetyki; tom ten ukazał się w Wilnie w 1937 jako Prace ofiarowane Kazimierzowi Wóycickiemu, w związku z 60. rocznica urodzin warszawskiego polonisty. Przez kilka kadencji Stefania Knisplówna zasiadała w zarządzie Koła Polonistów. Należała ponadto do Związku Polskiej Młodzieży Demokratycznej.
Niemal cały okres aktywności zawodowej przepracowała jako bibliotekarka. Przed II wojną światową była związana kolejno z Biblioteką Uniwersytetu Warszawskiego, Biblioteką Ministerstwa Wyznań Religijnych i Oświecenia Publicznego, Biblioteką Państwowego Instytutu Sztuki. W latach powojennych kierowała Biblioteką Ministerstwa Oświaty, potem Biblioteką Instytutu Badań Literackich.
W czasie wojny opiekowała się chorym na gruźlicę krytykiem literackim Franciszkiem Siedleckim, który zmarł w lutym 1942.
Na potrzeby serii wydawniczej "Biblioteka Pisarzy Polskich i Obcych" przygotowała dwa dzieła Aleksandra Fredry: Zemstę (Warszawa 1948, tom 39 serii, ze wstępem Kazimierza Budzyka) i Śluby panieńskie (Warszawa 1948, tom 38, z własnym wstępem). Zebrała rozproszone wiersze Brunona Jasieńskiego do tomu Utworów poetyckich w opracowaniu Anatola Sterna (Warszawa 1960).
W czasie okupacji wyszła za mąż za nieco starszego kolegę ze studiów Mariana Wróbla (1907-1960). Był on przez krótki czas nauczycielem, potem choroba kręgosłupa zmusiła go do przejścia do pracy w charakterze urzędnika. Sławę zdobył jako kompozytor szachowy.
Stefania Knispel-Wróblowa zmarła 2 lutego 1963 w Warszawie.